# Alfred Gwynne Vanderbilt

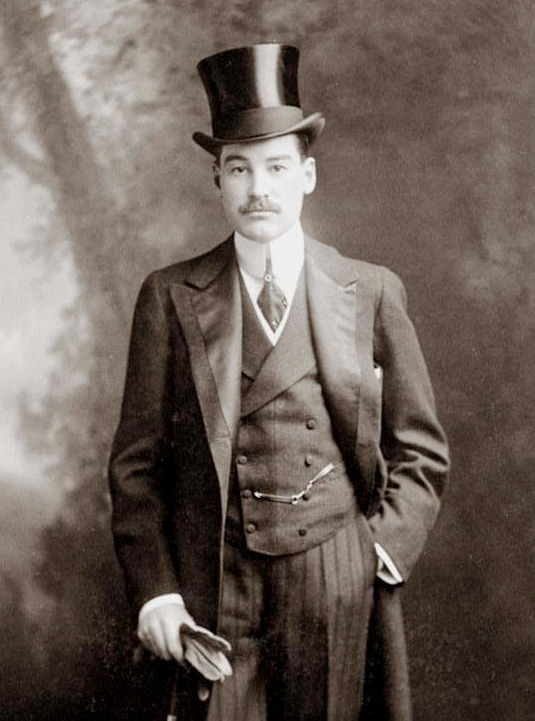
Alfred Vanderbilt

Alfred Gwynne Vanderbilt (* 20. Oktober 1877 in New York City, New York; † 7. Mai 1915) war ein US-amerikanischer Unternehmer und Mitglied der prominenten US-amerikanischen Vanderbilt-Familie. Er starb bei der Versenkung der Lusitania im Atlantik vor Irland.

## Leben und Wirken
Vanderbilt war eines von sechs Kindern des wohlhabenden Geschäftsmanns und Finanziers Cornelius Vanderbilt II (1843–1899) und dessen Frau Alice Claypoole Gwynne (1845–1934) und ein Urenkel des amerikanischen Unternehmers Cornelius Vanderbilt. Seine Geschwister waren
- William Henry Vanderbilt II (1870–1892)
- Cornelius Vanderbilt III (1873–1942), wurde wg. Heirat der Bankierstochter Grace Wilson enterbt.
- Gertrude Vanderbilt Whitney (1875–1942)
- Reginald Claypoole Vanderbilt (1880–1925)
- Gladys Moore Vanderbilt (1886–1965).

Alfred Vanderbilt studierte an der St. Paul’s School in Concord, New Hampshire und später an der Yale-Universität; als Yale-Student wurde er in die dortige Skull & Bones-Geheimgesellschaft aufgenommen. Nach der Graduierung unternahm Vanderbilt mit einigen Freunden eine Weltreise, die zwei Jahre dauerte. In Japan erreichte ihn die Nachricht vom Tod seines Vaters am 29. September 1899. Nach dem letzten Willen seines Vaters wurde Alfred Oberhaupt des Familienzweiges.
In den Büros der New York Central Railroad begann er als Angestellter, sich in die Verwaltung der verschiedenen Unternehmen einzuarbeiten, um das Amt des Mehrheitseigners ausfüllen zu können. In der Folgezeit wurde er als Direktor in die Unternehmen gewählt, u. a. Fulton Chain Railway Company, Fulton Navigation Company, Raquette Lake Railway Company, Raquette Lake Transportation Company und der Plaza Bank of New York.
Alfred Vanderbilts ältester Bruder William verstarb im Alter von 22 Jahren und sein anderer Bruder Cornelius war vom Vater wegen der nicht standesgemäßen Heirat mit Grace Wilson enterbt worden. Daher erhielt Alfred nach dem Tod des Vaters den größten Teil dessen Vermögens; das übrige Erbe wurde unter seinem jüngsten Bruder Reginald und den Schwestern des Vaters aufgeteilt. Unter Alfred Vanderbilts großem Besitz von Aktienanteilen waren Positionen der New York Central Railroad, der Beech Creek Railroad, der Lake Shore and Michigan Southern Railway, der Michigan Central Railroad, der Pittsburgh and Lake Erie Railroad und der Pullman Company.
Er entwickelte auch ein Gespür für Grundstücksgeschäfte. Auf dem Gelände der ehemaligen Wohnhäuser seiner Familie einschließlich einiger angrenzender Grundstücke ließ er das Plaza-Hotel an der Park Avenue und 34th Street bauen, das am 1. Oktober 1890 öffnete und in dem Vanderbilt auch seine Stadtwohnung nahm. Das erste Plaza Hotel wurde 1905 abgerissen, um in 27 Monaten ein größeres zu bauen, das am 1. Oktober 1907 eröffnet wurde. 1892 eröffneten das New Netherlands Hotel und das Savoy Hotel auf der gegenüberliegenden Straßenseite.

### Ehen und Kinder

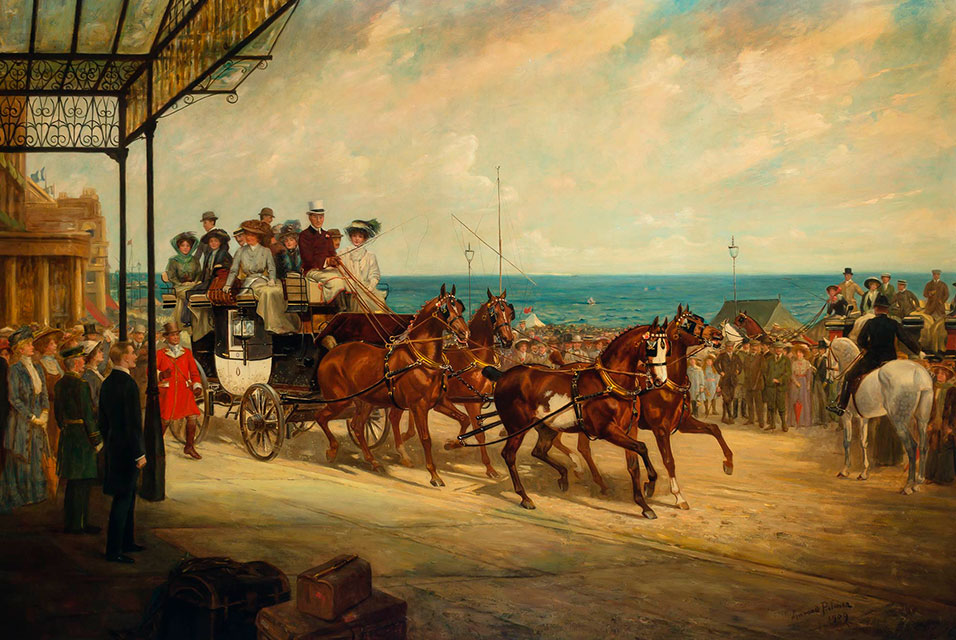
Alfred Gwynne Vanderbilt Arriving at Brighton, Driving his Coach „Venture“, Gemälde von James Lynwood Palmer, 1909

Am 11. Januar 1901 heiratete Vanderbilt in Newport, Rhode Island Ellen Tuck French, genannt „Elsie“, die Tochter des Präsidenten der Manhattan Trust Company, Francis Ormond French (1839–1893), und dessen Frau Ellen Tuck. Elsie war eine Nichte des Bankiers Edward Tuck.
Am 24. November desselben Jahres wurde das einzige gemeinsame Kind,
- William Henry Vanderbilt III (1901–1981), geboren, der später Gouverneur des US-Bundesstaates Rhode Island wurde.

Nachdem Alfred Vanderbilt mit Agnes O’Brien Ruiz, der Ehefrau des Kubanischen Handelsattachés in Washington, D.C., Ehebruch begangen hatte, löste dies einen gesellschaftlichen Skandal aus. 1901 baute er für seine Geliebte Vanderbilt Hall in Newport, Rhode Island, das heute ein Hotel ist. Sowohl die Ehe der Ruiz als auch die der Vanderbilts wurde geschieden, Agnes Ruiz starb durch Suizid. Alfred und Elsie Vanderbilt wurden am 1. April 1908 geschieden. Elsie heiratete am 3. April 1919 den Marineleutnant Paul Fitzsimons. Sie starb am 27. Februar 1948.
Nach der Scheidung verbrachte Vanderbilt einige Zeit in London. Am 17. Dezember 1911 heiratete er in Surrey, England die acht Jahre jüngere geschiedene Margaret Emerson (1884–1960), Tochter des vermögenden Medikamentenherstellers Captain Isaac Edward Emerson (1859–1931) und dessen Frau Emily Askew. Sie war die Alleinerbin des Bromo-Seltzer-Vermögens. Sie war von 1902 bis 1910 mit dem Chirurgen Smith Hollins McKim verheiratet gewesen, der aus einer alteingesessenen Familie aus Baltimore, Maryland stammte.
Gemeinsam hatten Alfred Vanderbilt und Margaret Emerson zwei Söhne:
- Alfred Gwynne Vanderbilt II (1912–1999), später ein bekannter Rennpferdzüchter sowie
- George Washington Vanderbilt III (1914–1961), Sportsegler und wissenschaftlicher Forschungsreisender.

Margaret behielt das 1901 von Alfred G. Vanderbilt gekaufte Sagamore Camp. Sie behielt den Besitz 39 Jahre lang und verbrachte hier  bis zum Jahre 1954 die Ferien mit ihren Kindern und Enkelkindern. Danach übergab sie es der Syracuse University.
Vanderbilts Witwe Margaret heiratete noch zwei Mal: Zunächst am 12. Juni 1918 in Lenox, Massachusetts Raymond T. Baker, Kongressabgeordneter und Diplomat aus Washington, D. C., und am 5. November 1928 in Manhattan, New York, Charles Minot Amory aus Boston. In einigen Berichten und Zeitungsartikeln über die amerikanische Oberschicht der damaligen Zeit wurde Margaret oft als most married woman of her time (in etwa „verheiratetste Frau ihrer Zeit“) bezeichnet. Sie starb am 2. Januar 1960 im Alter von 75 Jahren.

### Tod
Am 1. Mai 1915 schiffte sich Alfred Vanderbilt erster Klasse in New York an Bord der Lusitania ein, um den Vorsitz bei einem Pferdezüchterkongress in London zu führen.
Es wird behauptet, er sei von seinen Ordensbrüdern vergeblich gewarnt worden. Ein angebliches Telegramm vom selben Tag an ihn soll gelautet haben: „Lusitania dem Untergang geweiht. Reisen Sie nicht mit ihr. Tod.“ Auf der Titelseite der Washington Times wurde am Tag der Abfahrt des Schiffs ein Artikel veröffentlicht, dass u. a. Vanderbilt eine Warnung erhalten hatte, dass das Schiff torpediert werden würde. Auf der Reise wurde er von seinem Kammerdiener Ronald Denyer begleitet. An Bord traf Vanderbilt auf viele alte Bekannte wie den New Yorker Theaterproduzenten Charles Frohman oder die Schauspielerin Rita Jolivet. Sechs Tage nach der Abfahrt wurde der Ozeanriese im Irischen Kanal vom U-Boot U 20 der kaiserlichen deutschen Marine torpediert. Nach zwei Explosionen an Bord sank das Schiff in nur achtzehn Minuten. Vanderbilt und sein Diener halfen vielen Frauen und Kindern in die Boote; sie selbst waren unter den ca. 1200 Todesopfern. Vanderbilts Leiche wurde nie gefunden.
Seine Schwester Gertrude Vanderbilt Whitney gründete 1931 das Whitney Museum of American Art in New York City.